# Усман-Ташлинский сельсовет
Усман-Ташлинский сельсовет — муниципальное образование в Ермекеевском районе Башкортостана.

## История
Согласно «Закону о границах, статусе и административных центрах муниципальных образований в Республике Башкортостан» имеет статус сельского поселения.

## Население
| 2002 | 2009  | 2010 | 2012 | 2013 | 2014 | 2015 |
| ---- | ----- | ---- | ---- | ---- | ---- | ---- |
| 1000 | ↗1047 | ↘982 | ↘939 | ↗944 | ↘915 | ↘907 |
| 2016 | 2017  |      |      |      |      |      |
| ↘882 | ↘877  |      |      |      |      |      |

## Состав сельского поселения
| № | Населённый пункт | Тип населённого пункта       | Население |
| - | ---------------- | ---------------------------- | --------- |
| 1 | Усман-Ташлы      | село, административный центр | ↘541      |
| 2 | Старошахово      | село                         | ↘419      |
| 3 | Аксаково         | село                         | ↗22       |